# 스자좡 폭탄 테러
스자좡 폭탄 테러(중국어: 靳如超爆炸案), 또는 진루차오 폭탄 테러, 3월 16일 폭탄 테러는 2001년 3월 16일 중국 화베이 허베이성 스자좡에서 발생한 연쇄 폭탄 폭발 사건이다. 짧은 시간 안에 네 채의 아파트 건물 근처에 여러 개의 폭탄이 터져 총 108명이 사망하였고, 38명이 부상을 입었다. 조사 결과 진의 범행 동기는 전 부인과 전 장모, 계모, 현 애인에게 앙심을 품은 것으로, 사건 이전에 건물을 폭파시키겠다고 협박하였다.

## 사건 경위
진루차오는 스자좡 인근에서 불법 폭발물 작업장을 운영하는 왕위순(王玉顺)과 하오펑친(郝凤琴)에게 950 위안을 지불하고 질산 암모늄으로 제작된 폭발물 575 킬로그램을 구입하였다.
진루차오의 자백에 따르면 그는 2001년 3월 9일 윈난성 마관현에 위치한 여자친구의 집에서 결혼 문제를 두고 다투다 여자친구를 흉기로 찔러 살해한 뒤 톈진으로 날아가 버스를 타고 스자좡 교외로 이동하여 2000년경 루취안구 스징향에서 후샤오훙(胡曉洪)에게 구입한 도화선과 기폭 장치를 숨겼다. 2001년 3월 12일 오후 왕위순에게 다이너마이트를 구입하기로 하였는데, 이전 해 5월경에도 시험을 위해 소량의 다이너마이트를 구입한 적이 있었다. 진루차오는 3월 12일부터 14일까지 총 세 차례에 걸쳐 왕위순에게 다이너마이트를 구입하였다. 15일에는 픽업 트럭을 빌려 "닭 사료"라고 쓰인 라벨을 붙인 자루들에 폭탄을 담아 목표 지점으로 운반하였다. 트럭 운전사가 이동 도중 알 수 없는 이유로 자루를 운반하지 않으려고 하자 진루차오는 어쩔 수 없이 도시 외곽 마을의 버려진 건물에 자루를 보관하여야 하였다. 그 날 밤 8시, 그는 먼저 삼륜자동차를 빌려 뎬다제13하오스(电大街13号市)에 위치한 금속공사 기숙사(중국어: 五金公司宿舍 우진궁쓰쑤서[*]), 민진제12하오위안(民进街12号院) 후퉁, 스자좡 건설사 제1기숙사(중국어: 市建一宿舍 스젠이쑤서[*]), 방적공장 제3기숙사(중국어: 棉三宿舍 몐싼쑤서[*])로 폭발물을 각각 운반하였다. 그는 잠깐 자고 난 뒤 다음 날 16일 새벽에 또 다른 삼륜자동차와 택시의 도움을 받아 후자의 두 기숙사에 더 많은 폭탄을 운반하였다. 그런 다음 여러 대의 택시에 탑승하여 폭탄을 하나씩 폭발시켰다.
첫 번째 폭탄은 오전 4시 16분에 터졌고, 당시 진루차오의 계모가 있던 방적공장 기숙사 15호관 벽에 구멍을 냈다. 얼마 지나지 않아 진루차오가 살면서 칸막이 문제로 이웃과 격한 말다툼을 벌였던 방적공장 기숙사 16호관이 두 번째 폭탄이 터지며 완전히 무너졌다. 세 번째 폭탄은 오전 4시 30분에 터져 진루차오의 전 부인이 살던 스자좡 건설사 기숙사를 파괴했다. 오전 4시 45분, 진의 전 부인이 살던 철물회사 기숙사 한 채가 폭탄으로 무너졌다. 마지막 폭발은 오전 5시 1분, 진이 부모로부터 물려받았지만 부동산을 팔면서 손해를 본 민진제12하오위안 후퉁에서 일어났다. 다행히 폭탄은 근처 땅에 큰 구멍만 만들었다.

## 가해자
진루차오(중국어: 靳如超, 1960년 12월 7일 ~ 2001년 4월 29일)는 폭탄 테러를 계획하고 저지른 혐의를 받고 체포되었다. 진루차오는 8세에 중이염으로 청각을 잃게 되었고 그 이후로 말수가 적어져 외톨이가 되었다. 또한 학교에서는 끊임없이 따돌림을 당하였다. 경제적 어려움으로 중학교를 중퇴한 뒤 섬유 공장에서 여러 가지 일을 하였다. 그는 자신의 일기에 가족에 대해 의심하는 내용을 적었는데, 특히 1988년 자신의 강간 유죄 판결을 비난한 전처를 많이 의심하였다. 또한 그는 1994년 자신의 어머니를 죽이고 아버지를 다치게 한 교통사고의 원인을 전처와 처가 탓으로 돌렸다.
대중의 공포가 확산되자 중국 정부는 폭탄 테러에 대한 장문의 설명을 발표하였다. 진루차오는 처음 5만 위안의 현상금으로 수배령이 내려졌으나 11일 뒤 현상금이 두 배인 10만 위안으로 뛰며 중국 광시 좡족 자치구 베이하이에서 체포되었다.
2001년 4월 29일 진루차오는 약 1,300 파운드의 사제 폭발물을 그에게 공급한 왕위순, 하오펑친과 함께 유죄가 인정되어 사형을 선고받고 처형되었다.

## 여파
이 테러는 수십 년 만에 중국에서 발생한 최대 규모의 대량 살인 사건이었다. 중국학자 앤드류 스코벨은 이번 사건을 중화인민공화국 역사상 최악의 테러 행위로 묘사하였다. 진루차오는 폭발물에 대한 지식이 전혀 없는 희생양이었으며, 중국의 구조조정 과정에서 해고된 고용인들이 불만을 품고 폭발을 계획하였다는 소문이 돌기도 하였다.

## 같이 보기
- 콜럼바인 고등학교 학살
- 티모시 맥베이